# جون أنوش
جون أنوش (بالإنجليزية: John Enos III)‏ هو عارض وممثل أمريكي، ولد في 12 يونيو 1962 ببوسطن في الولايات المتحدة.

## أعمال

### أفلام
- (1992) الموت أصبح هي[3]
- (1993) رجل الدمار[4][5][6]
- (1996) الصخرة[7][8][9]
- (1996) رصاصة
- (1998) بليد[10]
- (2002) كبينة الهاتف[11]
- (2015) جوي[12]

### مسلسلات
- نيويورك

## وصلات خارجية
- جون أنوش على موقع IMDb (الإنجليزية)
- جون أنوش على موقع ألو سيني (الفرنسية)
- جون أنوش على موقع أول موفي (الإنجليزية)
- جون أنوش على موقع قاعدة بيانات الأفلام السويدية (السويدية)
- جون أنوش على موقع إن إن دي بي (الإنجليزية)
- جون أنوش على موقع ديسكوغز (الإنجليزية)
- جون أنوش على موقع قاعدة بيانات الفيلم (الإنجليزية)
- جون أنوش على موقع كينوبويسك (الروسية)